# Myodopsylla collinsi
Myodopsylla collinsi är en loppart som beskrevs av Glen M. Kohls 1937. Myodopsylla collinsi ingår i släktet Myodopsylla och familjen fladdermusloppor. Inga underarter finns listade i Catalogue of Life.